# 棒状病毒属
棒状病毒属（学名：Clavavirus）是棒状病毒科（学名：Clavaviridae）下的一个属。

## 下属物种
本属包括以下物种：
- Aeropyrum pernix bacilliform virus 1